# Romina Oprandi
Romina Oprandi (Jegenstorf, 29 de Março de 1986) é uma ex-tenista profissional suíça. Seu melhor ranking é o 32º de simples e seu único título no circuito da WTA foi o de duplas.

## WTA Tour finais

### Simples: 1 (1 vice)
| Legenda                             |
| ----------------------------------- |
| Grand Slam (0–0)                    |
| WTA Tour (0–0)                      |
| Premier Mandatory & Premier 5 (0–0) |
| Premier (0–0)                       |
| International (0–1)                 |

| Resultado | N. | Data          | Torneio                                                       | Piso   | Oponente                | Placar        |
| --------- | -- | ------------- | ------------------------------------------------------------- | ------ | ----------------------- | ------------- |
| Vice      | 1. | 27 Abril 2014 | Grand Prix SAR La Princesse Lalla Meryem, Marrakesh, Marrocos | Saibro | María Teresa Torró Flor | 3–6, 6–3, 3–6 |

### Duplas: 1 (1 título)
| Legenda                             |
| ----------------------------------- |
| Grand Slam (0–0)                    |
| WTA Tour (0–0)                      |
| Premier Mandatory & Premier 5 (0–0) |
| Premier (0–0)                       |
| International (1–0)                 |

| Resultado | N. | Data          | Torneio                                                       | Piso   | Parceiro         | Oponentes                       | Placar           |
| --------- | -- | ------------- | ------------------------------------------------------------- | ------ | ---------------- | ------------------------------- | ---------------- |
| Campeã    | 1. | 27 Abril 2014 | Grand Prix SAR La Princesse Lalla Meryem, Marrakesh, Marrocos | Saibro | Garbiñe Muguruza | Katarzyna Piter Maryna Zanevska | 4–6, 6–2, [11–9] |